# Đảo Sekudu

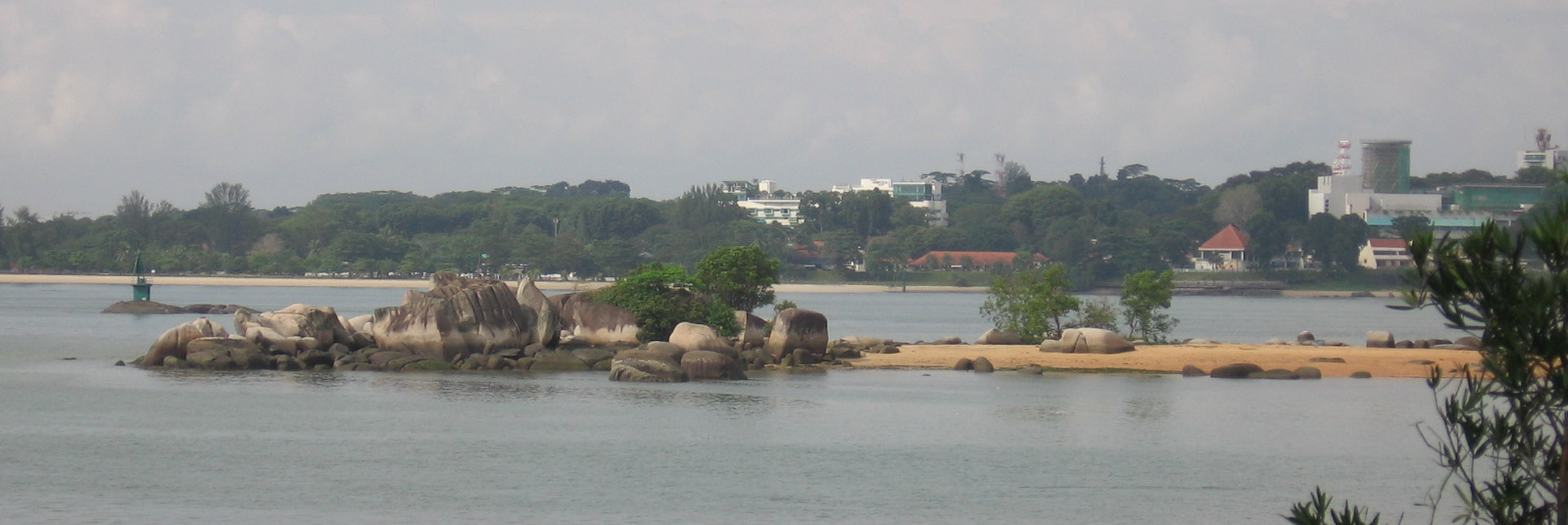
Pulau Sekudu

Pulau Sekudu, còn gọi là đảo Thanh Oa (chữ Hán: 青蛙, Ếch Xanh) hay đảo Frog, là một hòn đảo nhỏ nẳm ở ngoài khơi Chek Jawa thuộc đảo Ubin, Singapore. Đảo này nằm trong Cảng Serangoon đối diện Changi, có thể đến đây bằng thuyền ngay cả khi nước ròng.

## Thuyền thuyết
Truyền thuyết kể lại rằng có ba con vật từ Singapore (gồm có heo, voi và một con ếch) đã thách thức với nhau xem ai có thể đến bờ biển của Johor đầu tiên. Con vật nào không đến được bờ sẽ được biến thành đá. Tất cả chúng điều gặp nhiều khó khăn bơi và rồi con ếch biến thành đảo Sekudu, hai con còn lại là heo và voi trở thành một hòn đảo lớn đó là đảo Ubin.